# 楠本修二郎
楠本 修二郎（くすもと しゅうじろう、1964年6月8日 - ）は日本の起業家、「カフェ・カンパニー」代表取締役社長、「ZEROCO」代表取締役社長、「東の食の会」代表理事、「おいしい未来研究所」代表理事。福岡県福岡市生まれ。早稲田大学政治経済学部卒業。

## 概要
福岡県福岡市生まれ。早稲田大学政治経済学部卒業後、リクルートコスモス（現コスモスイニシア）、大前研一事務所を経て「カフェ・カンパニー」を設立。「コミュニティの創造」をテーマにWIRED CAFEをはじめ国内外でカフェなどの飲食店を中心とした約80店舗の企画・運営。地域活性化事業、商業施設プロデュース等を手掛ける。
2010年から内閣府、経済産業省、農林水産省等の政府委員、2011年に発足した、東日本の食の復興と創造の促進及び日本の食文化の世界への発信を目的として発足した「一般社団法人東の食の会」をはじめ、経済戦略と社会課題解決を「おいしい」を軸に捉えて新たな循環や仕組みを生み出し持続可能な未来への貢献を目指す「一般社団法人おいしい未来研究所」代表理事、スタジアム・アリーナが地域経済の活性化から人々のクオリティ・オブ・ライフ向上に貢献することを目指してスポーツ界とエンタテインメント界のタッグにより設立された「一般社団法人Entertainment Committee for STADIUM・ARENA」理事等も歴任する。
著書に、『ラブ、ピース＆カンパニー これからの仕事50の視点』（日経BP社）、『NEXTOKYO』（共著：梅澤高明、日経BP社）、『おいしい経済 〜世界の転換期 2050年への新・日本型ビジョン 〜』(ワニブックス)が出版されている。

## 経歴
1964年（昭和39年）福岡県福岡市生まれ。小学生のころに住んでいた家の近くに米軍基地がありアメリカンカルチャーに触れる。福岡県立修猷館高等学校を卒業後、早稲田大学政治経済学部に入学。大学在学中にイベント企画運営やプロモーション事業、店舗企画や出版などに携わる。
1988年（昭和63年）リクルートコスモス（現コスモスイニシア）に入社。学生のときから企画好きで何か面白いことをやってみようと思っていた。何か場をつくってその場が持つエネルギーを活かすことを自分の一生の仕事にしたいと思い、不動産会社を選択。同年9月に社長秘書に任命、その後3年間は、社長のかばん持ちをしながら、対応に追われる日々を送る。
1993年（平成5年）大前研一（マッキンゼージャパン会長）事務所入社、「平成維新の会」という市民運動団体の事務局長に就任。47都道府県を回遊し、地域活性化事業に携わる。そこで日本の地方の多様性を実感。地元のお偉い方と学生とが喧々諤々と同じ目線で熱く語り合っている姿を見て面白いと思った。企業ではなく市民運動団体だからこその姿で、議論の場は公民館や居酒屋系のお店が多く、みんなの考えとか在り方をポジティブに、より前向きに元気にさせてくれるような場の必要性を感じ。このときのフラットな環境の中で地域全員のコミュニティを考えていくという概念が出来上がり、それが後の起業家きっかけとなる。
1995年（平成7年）大前研一事務所退所後、地域開発や店舗開発のコンサルティングや、アジアン・エスニックをテーマにしたカフェを展開。やがて現キャットストリートの開発計画と出会う。
1998年（平成10年）旧渋谷川遊歩道にある渋谷・キャットストリートの開発に着手。1999年（平成11年）WIRED CAFE1号店をオープン。2001年（平成13年）6月「カフェ・カンパニー株式会社」を設立、代表取締役社長に就任。同年10月、渋谷駅にほど近い東急電鉄東横線高架下に「SUS（シブヤ・アンダーパス・ソサエティ）」を開設。
2010年（平成22年）から内閣府、経済産業省、農林水産省等の政府委員を歴任。
2011年（平成23年）6月、東日本の食の復興と創造の促進及び日本の食文化の世界への発信を目的として発足した一般社団法人「東の食の会」代表理事を務める。
2013年（平成25年）より東京発の収穫祭「東京ハーヴェスト」実行委員長として開催。
2014年（平成27年）古今東西の叡智を探求し、社会に活用できる土台を作っていくべく活動するために設立された一般社団法人「NEXT WISDOM FOUNDATION」を設立、代表理事を務める。
2016年（平成28年）「食とエンターテインメント」の融合による市場の活性化・産業の育成に寄与することを目的とした一般社団法人「フード＆エンターテインメント協会」代表理事等を歴任。
2019年（令和元年）「株式会社subLime」と経営統合し「GYRO HOLDINGS株式会社」を設立、代表取締役に就任。2020年（令和2年）「CCC LIFESTYLE株式会社」非常勤取締役に就任。
2020年春の緊急事態宣言を機に、日本の愛すべき食を未来につなぎ世界へ拡げるべく、2021年（令和3年）NTTドコモとともに「日本の愛すべき食を未来につなぐ」というビジョンを掲げて新たな食のエコシステムの構築を目指し、「グッドイートカンパニー」を設立。
2022年（令和4年）経済戦略と社会課題解決を「おいしい」を軸に捉え、新たな循環や仕組みを生み出し持続可能な未来への貢献を目指す一般社団法人「おいしい未来研究所」を設立、代表理事を務める。
2023年（令和5年）「ZEROCO株式会社」を始動。代表取締役社長に就任。第一次産業の生産現場から国内外物流、食品流通、小売・外食など約117兆円にのぼる日本の食産業を21世紀の国家基幹産業に育成すべく、“鮮度熟成”技術「ZEROCO」を活用し、健康的でサスティナブルな 「おいしい未来の創造」への貢献を目指す。
現在、コミュニティの創造をテーマに約80店舗の企画・運営をする他、ホテル事業、地域活性化事業、商業施設のプロデュース等多様な事業を手掛けるカフェ・カンパニー株式会社をはじめ、ZEROCO株式会社、おいしい未来研究所、東の食の会の代表を務める。

## 人物
- 趣味はトライアスロン。2006年、42才のときに大腸癌が見つかったことで長年の運動不足生活を脱却するため始めた[13]
- 父は九州男児を地でいくような頑固親父でロマンチストだった。小学2年までは福岡市内中心地の小学校に通っていたが、父がいきなり「海辺の町に引っ越す」と宣言。漁師町「海の中道」に移り住み、豊かな自然のなかで少年時代を送った[14]。
- 兄弟は姉と兄がおり、3人兄弟の末っ子[15]。
- 高校時代はサッカー部、バンド活動をしていた[3]
- 大学時代は「491」という企画団体に所属。ライブハウスで開かれるイベントやパーティーを企画。雑誌に企画を持っていったりもした[15]。
- 大学の同級生にロイヤルホールディングス代表取締役会長の菊地唯夫がいる[16]

### ビジネス論
- カフェづくりの根底にあるのは小学生時代に出会ったアメリカンカルチャー。米軍基地の近くに住んでいた。鉄条網をくぐり抜け、誰もいない住宅地を歩き回ったりしてたのでアメリカンミッドセンチュリーのデザインが好きなった。西日と素敵なデザインのチェア、おいしいコーヒーはそのときの原体験から来ている[2]。
- 大学進学に合わせて福岡から東京へ上京。レゲエやカントリーのライブハウスなどでアルバイトする。そこで“エンタメと飲食が近い場所”の楽しさを知った。どちらも知る人ぞ知るコアな人ばかりが来る店で、偏愛性の高い場所を作ると世界中の面白い人とつながるコミュニティーができることを学んだ。お店がすごいメディアになることを知った[2]。
- 学生時代から世界史好き。特に文化の伝播の話が大好き。インドネシア語で“混ぜる”を“チャンプル”と言い、沖縄でチャンプルー、長崎でちゃんぽん。海流の流れをたどって伝播したと思われる、この“ごちゃまぜ文化”をカフェに生かしたいと思った。初期に作ったお店では、博多出身で屋台文化が身近だったこともあって、シンガポールのホッケンミーなどを出した。当時はそんなカフェはどこにもなかった。そういう異文化のハーモナイズを生むのがカフェの仕事じゃないかと信じている[2]。

## 著書
- 『会社を辞めても辞めなくてもどこでも稼げる仕事術』（藤田晋ほか共著、SBクリエイティブ、2015年11月27日）　ISBN 978-4797384543
- 『ラブ、ピース＆カンパニー これからの仕事50の視点』（日経BP、2015年11月26日）　ISBN 978-4822279271
- 『NEXTOKYO 「ポスト2020」の東京が世界で最も輝く都市に変わるために』（梅澤高明と共著、日経BP、2017年11月16日）　ISBN 978-4822279301
- 『Beyondコロナの都市づくり——Socio Ecological Development(SED)の時代』（小泉秀樹ほか共著、都市出版、2021年2月28日）　ISBN 978-4901783873
- 『おいしい経済 〜世界の転換期 2050年への新・日本型ビジョン 〜』(ワニブックス、2021年12月10日）　ISBN 978-4847071171

## 政府関連委員
- 経済産業省「クール・ジャパン官民有識者会議」民間委員（2010年〜2012年）[17]
- 経済産業省「クールジャパン・戦略事業」クリエイティブディレクター（2011年）[18]
- 経済産業省「クールジャパン・戦略事業」官民有識者会議　民間委員（2015年）[19]
- 経済産業省「6次産業化等へ向けた事業者間マッチング等支援事業 審査員」（2019年～）
- 内閣府 知的財産戦略推進事務局「クールジャパン拠点構築検討会」委員（2016年・2019年～）[20]
- 内閣府「クールジャパン・マッチングフォーラム」委員（2019年～）[21]
- 内閣府 知的財産戦略推進事務局「クールジャパン官民連携プラットフォーム」アドバイザリーボード（2016年・2018年・2019年～）[22]
- 内閣府 知的財産戦略推進事務局「クールジャパン マッチングアワード」有識者審査会委員（2016年・2017年・2019年～）[23]
- 内閣府 知的財産戦略推進事務局「Create Japan Working Group 構想委員会」委員（2019年～）[24]
- 公益財団法人「福島イノベーションコースト構想推進機構」理事（2018年）[25]
- 内閣官房「東京オリンピック競技大会・東京パラリンピック競技大会」推進本部 Beyond 2020 日本の食文化発信に関する打合せ（2019年）[26]
- 中小企業庁「国内外の食及び食文化発信拠点に関する検討委員会」委員（2019年～）
- 農林水産省「食かけるプロジェクト」委員（2019年～）[27]

## 出演

### テレビ
- 『ベンチャー必勝の法則』（BSテレ東）[28]

### ラジオ
- 『JAPAN MOVE UP』（TOKYO FM）
- 『GROWING REED』（J-WAVE）

## カフェ・カンパニー
東京都渋谷区に本社を構える。2001年（平成13年）6月21日設立。代表取締役社長は楠本修二郎。
新しい時代のコミュニティを創造する企画運営会社。社名の由来は「CAFE」=「Community Access for Everyone」、みんなが集まるコミュニティの場という意味。「CAFE」を人と人の感性・共感コミュニティを創造する。
日本国内外において「コミュニティの創造」をテーマに「WIRED CAFE」をはじめとする約80店舗（2022年2月現在）のカフェを企画・運営するほか、商業施設等のプロデュースや地域活性化事業も手掛ける。
2021年（令和3年）1月、新たな食のエコシステムの構築を目指す株式会社グッドイートカンパニー、株式会社NTTドコモと業務提携契約を締結。同年6月、未来の社会をデザインしていく「イートテック」パートナーとして株式会社リバネスと業務提携契約を締結。同年8月「食」を通じた心と身体の健康的な生活に貢献するため、ロート製薬株式会社と資本業務提携を発表した。

### 事業内容
1. 直営店事業
2. 地域コミュニティ事業
3. 海外店舗企画運営事業
4. カフェプロデュース事業
5. スペースデザイン事業
6. プロモーション事業

### 国内
- Disney HARVEST MARKET
- WIRED CAFE
- WIRED CAFE Dining Lounge
- WIRED KITCHEN
- WIRED PROJECT
- WIRED CHAYA
- WIRED TOKYO
- wired bonbon
- 伊右衛門
- フタバフルーツパーラー
- Trueberry
- hal okada vegan sweets lab
- 発酵居酒屋
- 発酵ラーメンizuru
- ALFRED TEA ROOM
- ROSEMARY'S TOKYO
- CAFE SALVADOR
- MOJA
- PUBLIC HOUSE
- Planet3rd
- TOKYO PEOPLE'S CAFE
- ROSIE´S CAFE
- どいちゃん
- 代々木タンネ
- BUONO
- 森の風
- TABE TABI MARKET市原SA
- 恵那峡SAフードコート

### 海外
- WIRED TOKYO
- WIRED CHAYA